# M-1955

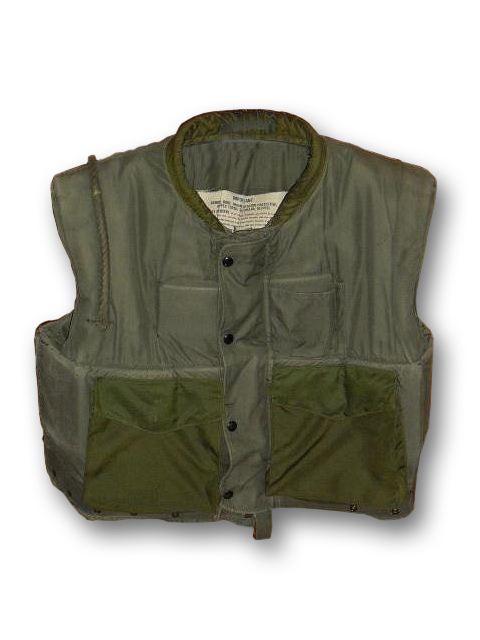
M-1955

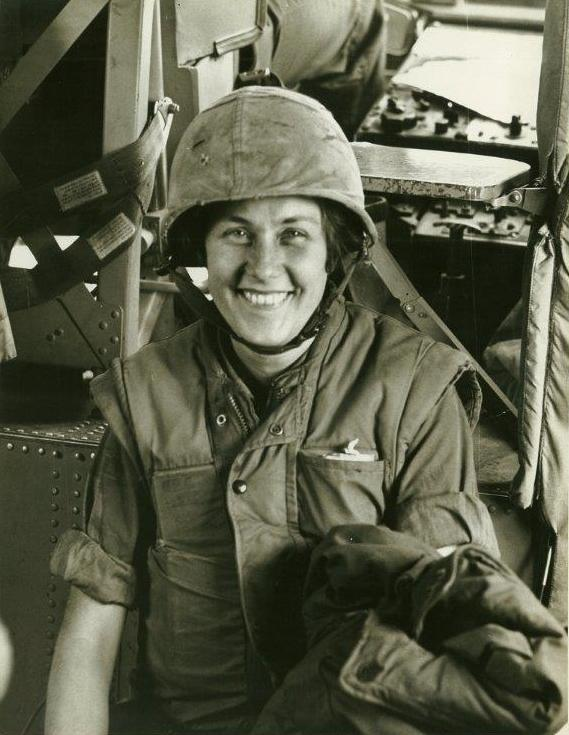
Die Vietnamkrieg-Korrespondentin Beverly Deepe Keever mit der M55

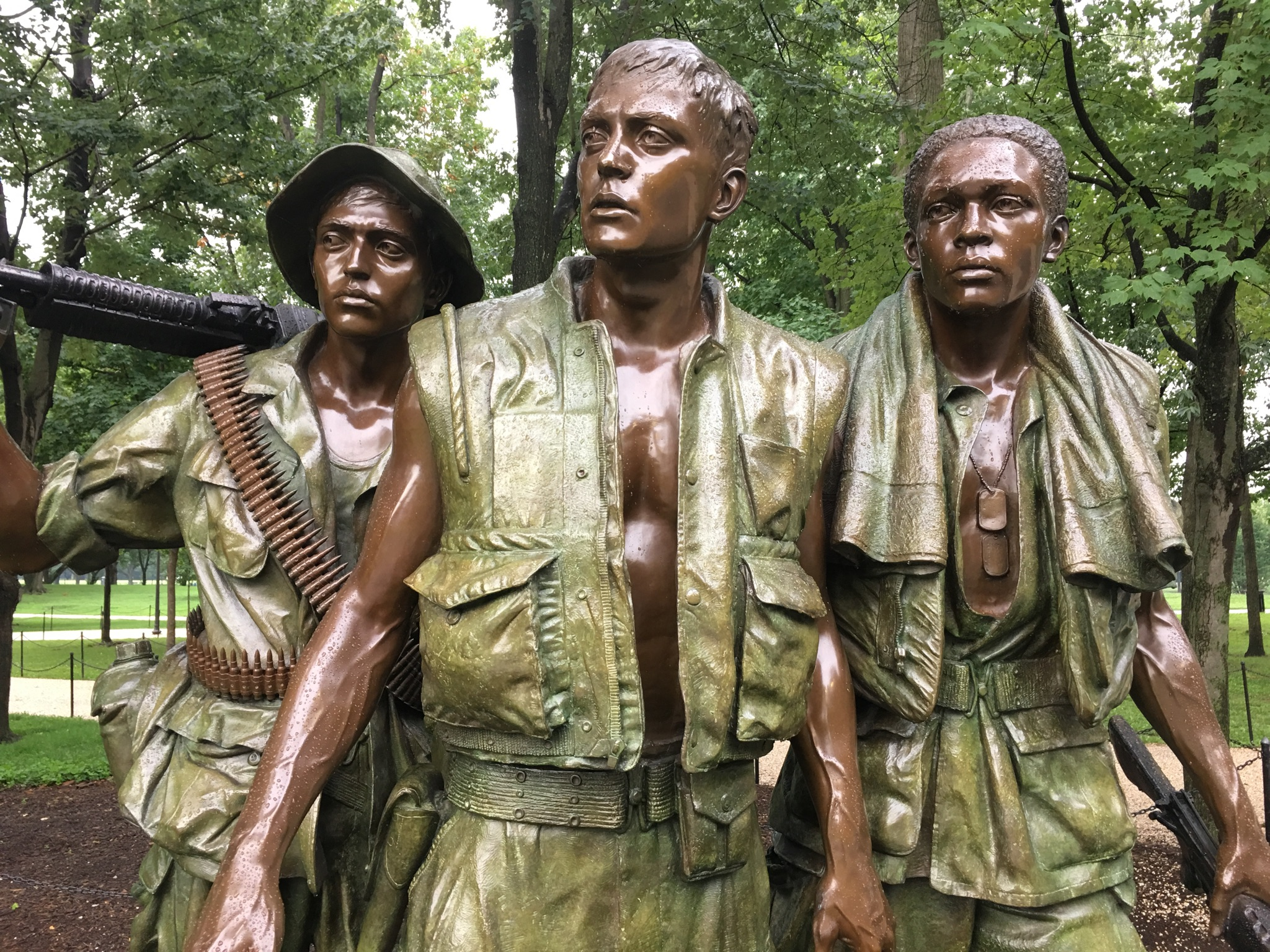
Vietnam War Memorial in Washington DC. Der mittlere Soldat trägt die M55-Weste

Die M-1955 ist eine Splitterschutzweste, die vom U.S. Marine Corps u. a. während des Vietnamkriegs eingesetzt wurde.

## Geschichte
Im Jahr 1943 begann das US Navy Research Laboratory damit, sich mit der Möglichkeit zur Schaffung eines leichten Körperschutzes für die Marines und Schiffsbesatzungsmitglieder in exponierten Positionen zu beschäftigen.
Zur selben Zeit beschäftigte sich das Office of the General Quartermaster der Military Planning Division mit der Verwendbarkeit nichtmetallischer, ballistischer Materialien für Helme und Schutzwesten – zu einem, um das Gewicht zu verringern, zum anderen, um kriegswichtige Metalle zu sparen.
Im Mai 1943 gelang der Dow Chemical Corporation die Entwicklung eines vielversprechenden Materials, das aus unter hohem Druck in Ethylcellulose gebundenen Glasfasern bestand. Das neue Material wurde nach Oberst F. Doriot, dem Chef der Military Planning Division, „Doron“ genannt.
Tests bewiesen, dass die Ethylzellulose bei hohen Temperaturen nicht die gewünschte Leistung hatte. Man verwendete stattdessen ein neues Harz (Methacrylate), dass die gewünschten Eigenschaften hatte. Das so entstandene Laminat wurde „Doron 2“ genannt. Eine 1,5 mm starke Platte aus achtlagigem Doron 2 war gerade noch in der Lage, dem Geschoss aus einer M1911A1-Pistole standzuhalten. Daher entschied man, für die praktische Verwendung eine 3 mm starke Platte aus 15 Lagen zu verwenden.
Die US Army entschied, dass für ihre Zwecke eine Kombination aus Nylongewebe und Aluminiumplatten besser geeignet sei. Die Navy hielt allerdings das leichtere Doron für geeigneter.
Weitere Tests unter Aufsicht des Bureau of Medicine and Surgery ergaben, dass die Verwendung von größeren Platten in einer Schutzweste die beste Lösung darstellte. Weiter ergaben die Tests, dass eine Polsterung unter den Platten wünschenswert, aber nicht notwendig war. Aus Gewichtsgründen beschloss man darauf zu verzichten.
Die ersten Westen konstruierte man der Einfachheit halber, indem man Doron-Platten in Taschen einnähte und diese innen in einer normalen USMC-Feldjacke befestigte. 1000 dieser Westen wurden an die 2nd Marine Division des III. Amphibious Corps rechtzeitig zur Landung auf Okinawa im April 1945 ausgegeben.
Nach dem Krieg setzte man die Versuche mit verschiedenen ballistischen Materialien fort. Das Naval Medical Laboratory in Camp Lejeune entwickelte eine einfache Überziehweste, die mit leicht gebogenen Doron-Platten versehen war. Die Biophysics Division des Chemical Corps Medical Laboratories betrieb gleichzeitig Grundlagenforschungen im Bereich Wundballistik und Körperschutz, unter Verwendung von Nylongewebe, Doron, Stahl und Aluminium in verschiedenen Kombinationen.
Als der Koreakrieg ausbrach, stellte eine Expertenkommission fest, dass ein Körperschutz in jedem Fall wünschenswert wäre.
500 der Doron-Westen, wie sie auf Okinawa zum Einsatz kamen, wurden im September 1950 für die Seoul-Inchon-Offensive nach Korea geflogen. Die Masse ging auf dem Weg verloren und nur 50 Westen erreichten die 1st Marine Division. Die Westen wurden der Aufklärungskompanie der Division zugeteilt, aber im Chaos der Kämpfe um das Chosin-Reservoir wurden keine Erfahrungsberichte über den Einsatz der Westen geschrieben.
Parallel forschte die US Army weiter; Doron wurde weiterhin abgelehnt. Die Army hielt 12 Lagen Nylongewebe für die beste Lösung, da das Gewebe ausreichenden Schutz gegen Splitter bot und sich wegen seiner Flexibilität gut für Schutzwesten eignete.
Diese Ergebnisse erhielt auch das Labor in Camp Lejeune. Dort entschloss man sich, an den Überziehwesten einige Veränderungen vorzunehmen; die wichtigste war der Einbau von 12 Lagen Nylongewebe in den oberen Bereich der Weste, der die Schultern abdeckte. 16 leicht gebogene Doron-Platten schützen Brust und Bauch. Die Weste wog rund drei Kilo.
Im Juni 1951 gingen die modifizierten Westen für einen Truppenversuch nach Korea. Die Ergebnisse waren ermutigend: die Westen konnten selbst im bergigen Gelände getragen werden und boten guten Schutz. Außerdem hatten sie einen positiven Effekt auf die Kampfmoral der Soldaten. Nachteilig war, dass die Westen die Körperwärme stauten und viel Feuchtigkeit aufnahmen, wodurch sie deutlich an Gewicht zunahmen.
Nach den Truppenversuchen wurde beschlossen, dass 1400 Westen mit Änderungen aufgrund der gewonnenen Erfahrungen für weitere Versuche beschafft werden sollten. Das Marine Corps wollte jedoch keine weitere Verzögerungen und verlangte die Einführung und Beschaffung von 500 Westen, die die 1st Marine Division spätestens am 31. Januar 1952 erreichen sollten. Diese Weste erhielt die Bezeichnung "Vest, Armored, M-1951". Ein zweiter Beschaffungsvertrag für 2500 Westen folgte.
Die M-1951 war sofort ein Erfolg – Statistiken des Marine Corps ergaben, dass die Westen die Anzahl an Brust- und Bauchverletzungen um bis zu 70 % verringerten.
Die M-1951 wiegt etwa 3,5 kg, hat keinen Kragen und wird vorn mit einem Reißverschluss geschlossen. Eine Klappe mit Druckknöpfen bedeckt den Reißverschluss. Der Schulterbereich ist durch 12 Lagen Nylongewebe, der Brust-, Bauch- und Rückenbereich sind durch überlappende Doron-Platten geschützt. Obwohl der Schutzwert von Nylonlagen und Doron-Platten praktisch gleich ist, schützten die starren Platten besser vor Einwölbung durch auftreffende Geschosse und verminderten das Risiko von Weichteilverletzungen.
Nach dem Koreakrieg wurde die M-1951 aufgrund der Einsatzerfahrungen verbessert. Die verbesserte Weste wurde 1955 als "Vest, Armored M-1955" eingeführt. Die Bezeichnung wurde später in "Armor, Body, Fragmentation Protective; Upper Torso; (W/Collar, M-1955)" geändert.
Die M-1955 blieb bis zur Einführung des PASGT (Personal Armor System, Ground Troops) 1978 beim US Marine Corps und der US Navy im Einsatz.

## Beschreibung
Die M-1955 besteht aus 13 Lagen Nylongewebe im Schulterbereich. Im Bereich darunter besteht die Weste aus 23 3 mm dicken, etwa 135 × 135 mm großen Doron-Platten, die in drei überlappenden Reihen (und innerhalb der Reihe auch überlappend) in Taschen in der Weste eingenäht sind.
Die Weste besteht aus wasserabweisendem Baumwollgewebe. Der 3/4-Kragen enthält sechs Lagen Nylongewebe. Die Weste öffnet sich vorn und wird mit einem robusten Reißverschluss geschlossen. Der Reißverschluss ist so angebracht, dass sich die Platten leicht überlappen, wenn er geschlossen ist. Des Weiteren wird er mit einer Klappe bedeckt, die mit vier Druckknöpfen geschlossen wird.
Über die rechte Schulter der Weste verläuft ein etwa 45 cm langes, in Baumwollgewebe eingenähtes Seilstück, das als "Rope Ridge" (Seil-Grat) bezeichnet wird. Es verhindert, dass der Riemen eines umgehängten Gewehrs von der recht glatten Schulter der Weste abrutscht. Vorn links an der Brust hat die Weste eine offene Tasche, die ein Verbandspäckchen aufnimmt (allerdings passt auch genau eine Packung Zigaretten hinein). Um den unteren Rand der Weste verläuft ein etwa 25 mm breites Gurtband, das mit Metallösen besetzt ist, an denen Ausrüstungsgegenstände mit den Metallhaken der M1910-Trageausrüstung befestigt werden können.
Ab 1967 gefertigte Westen haben vorn zwei große Stautaschen, die mit geknöpften Klappen verschlossen werden. Die Taschen sind aus Nylongewebe, während die Weste weiterhin aus Baumwollgewebe ist. Diese Taschen sind nützlich, da die Weste im geschlossenen Zustand den Zugriff auf die Taschen der Uniformbluse verhindert.

## Im Einsatz
Das US Marine Corps legte deutlich größeren Wert darauf, dass die Soldaten im Feld ihre Weste trugen, als dies bei der US Army der Fall war. Die persönliche Trageausrüstung (M-1961 bzw. M1956) wurde in der Regel unter der Weste getragen; dies war leichter möglich, da die M-1955 kürzer als die Gegenstücke der US Army (M-1952 und M-69) ist.
Die Weste ist schwer und klappert ein wenig, staut aber weniger die Körperwärme als die Nylonwesten der US Army. Sie ist angenehmer zu tragen als die M-69, da ihr Kragen niedriger ist und die Kopfbewegung nicht so sehr einschränkt.